# Spreepark (Neusalza-Spremberg)

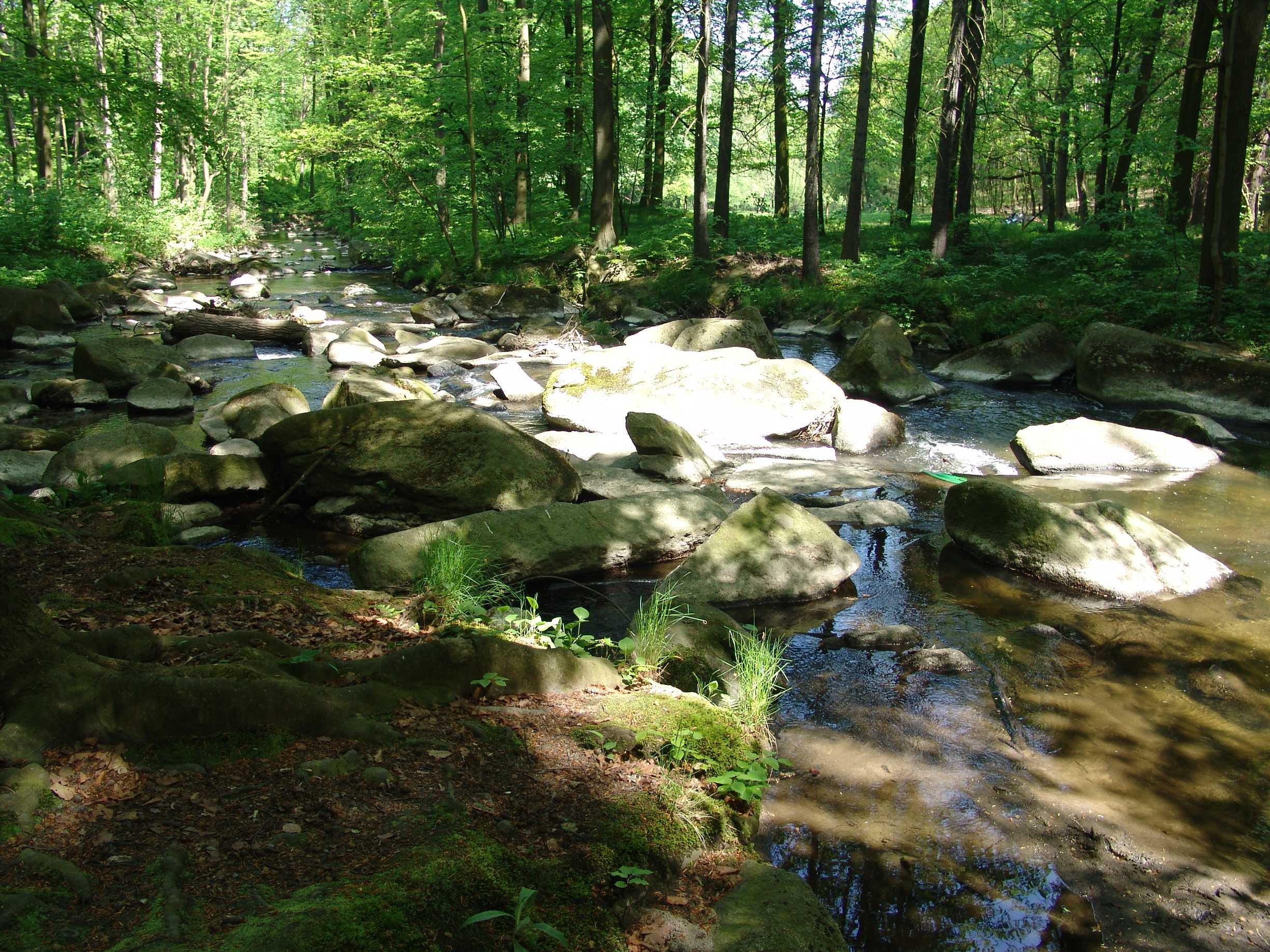
Spreelauf

Als Spreepark wird das ca. einen Kilometer lange Kerbsohlental der Spree südlich des ehemaligen oberen Rittergutes in Neusalza-Spremberg bezeichnet.

## Geologie und Geomorphologie
Das Tal der Spree hat steil bis schroff (bis 60°) geneigte Hänge mit Höhen zwischen 8 und 15 m. Seine Sohlenbreite ist maximal 50 m.

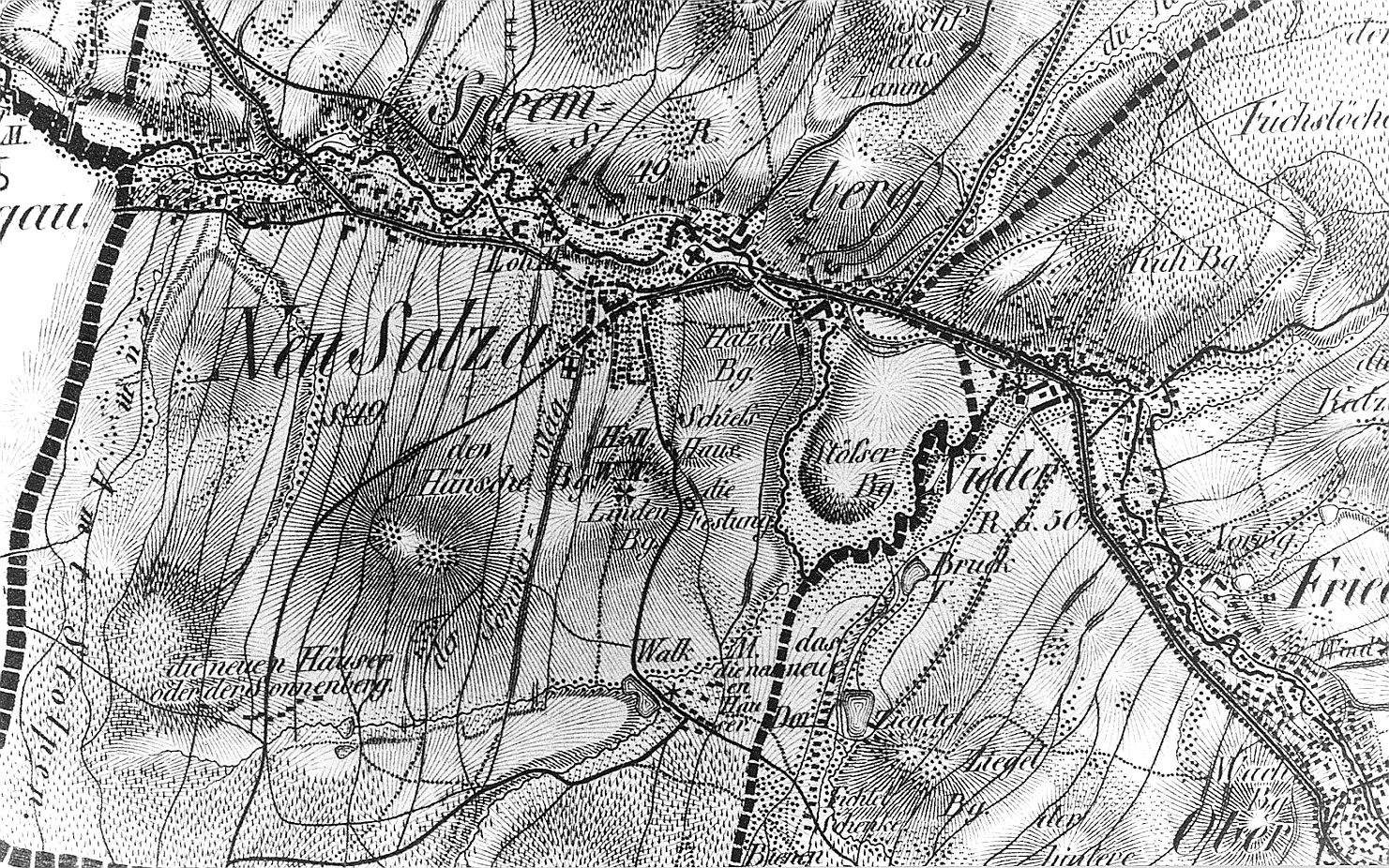
Karte mit dem Stößerberg von 1821/22

Ähnlich wie im Höllengrund am Großschweidnitzer Wasser in Dürrhennersdorf finden sich bis 3 m lange Felsblöcke im Flussbett der Spree, die vorwiegend dort gehäuft auftreten und Anlass zu einem unausgeglichenen Gefälle geben, wo harte Porphyritgänge den Lausitzer Granodiorit durchziehen. Es lassen sich an den Oberflächen der kantengerundeten Blöcke leicht Wasserschliff- und Wasserstrudelformen beobachten. Alle diese Kennzeichen weisen auf den morphologischen Typ einer Skala hin, die in der Oberlausitz mehrfach vorkommt und in ihrer Gesamtheit deshalb als Oberlausitzer Skalen bezeichnet werden.
Am Südabfall des 340 m hohen Sternberges, auf älteren Karten auch Stößerberg genannt, welcher als Umlaufberg von der Spree an drei Seiten umflossen wird, sind drei Uferterrassen deutlich ausgebildet, deren Entstehung mit der des Kerbsohlentales nach der Saalekaltzeit zusammenhängen dürfte. In der Flussschleife münden das Richterflössel und das Forellenflössel in die Spree. Auf dem Sternberg hatte eine Spremberger Gutsherrschaft einen Ruheplatz anlegen lassen, von dem aus sternförmig Wege durch parkähnlichen Wald führten. Am Austritt der Spree aus dem Engtal wird das Wasser an einem verfallenen Wehr leicht aufgestaut und in einem heute funktionslosen Graben zum ehemaligen Rittergut mit seiner Mühle geführt. Wie bei Sohland sollte hier in den 1930er-Jahren das Wasser in einer Talsperre gespeichert werden. Dieses Bauvorhaben konnte der damalige Landesverein für Heimatschutz jedoch verhindern, wodurch bis heute ein vielfältiges und naturwissenschaftlich interessantes Gebiet erhalten geblieben ist.
Am westlichen Spreeufer führt ein schmaler Wanderweg entlang, der von Natur- und Heimatfreunden aus Neusalza-Spremberg unter ihrem damaligen Vorsitzenden, Richard Fiedler (1902–1992), in den 1950er- und 1960er-Jahren zusammen mit einem kleinen Baumlehrpfad angelegt wurde (heute sind die Schilder leider verschwunden). Durch zwei metallene Brücken ist heute auch das östliche Ufer zugänglich, von denen die damals einzige Brücke bis 1945 nur für die örtliche Rittergutsherrschaft genutzt werden durfte.

## Flora und Fauna
Ein Eschen-Ahorn-Schluchtwald erstreckt sich am überwiegend östlich exponierten Hang entlang des Tales. Der Brückenteich und davon ca. 250 m oberhalb der Ziegelteich befinden sich vor dem oberen Schluchteingang.
Die natürliche Beschaffenheit des Tales sowie das Aufhängen von Nistkästen bieten günstige Voraussetzungen für eine ungewöhnlich artenreiche Vogelwelt. Mehr als 50 Vogelarten wie z. B. Waldbaumläufer, Gimpel, Buntspecht, Gebirgsstelze, Eisvogel und Wasseramsel kommen im Spreepark vor. Zudem kommen Bachneunauge und Fischotter im Gebiet vor.
Der Spreepark ist ein Bestandteil der südlichsten Teilfläche des FFH-Gebietes „Spreegebiet oberhalb Bautzen“, welches über das Richter- und Forellenflössel sich bis zur tschechischen Grenze erstreckt.

## Sonstiges
Die Übergänge für Fußgänger im Spreepark sind bei Hochwasser gefährdet. Bei erhöhtem Wasserstand, so zuletzt im November 2010 und Juli 2012, wurden sie zerstört. Das reizvolle und fast geheimnisvoll anmutende Spreetal gab in der Vergangenheit auch Anlass zur Sagenbildung. Die Sage von der „Teufelskanzel im Spreepark zu Neusalza-Spremberg“ bezieht sich auf einen Teufelsspuk während der Zeit des Dreißigjährigen Krieges (1618–1648). Das Kleinod der Natur Spreepark in Neusalza-Spremberg hat nichts mit dem gleichnamigen ehemaligen Vergnügungszentrum Spreepark in Berlin-Plänterwald zu tun.

„Die ‚Teufelskanzel‘ im Spreepark zu Neusalza-Spremberg
Vor dem Dreißigjährigen Krieg (1618–1648) lebte auf dem Rittergut Ober-Spremberg – die Stadt Neusalza war noch nicht gegründet – ein allseits geachteter Besitzer. Er war ein gerechter und mutiger Mann. Auch seine Frau war die Güte selbst und linderte manch hartes Los. Es war wieder Herbst, und der alte Schäfer des Gutes namens Gotthelf  weidete wie immer mit seinen beiden Hunden die ihm anvertraute Schafherde. Da es ein außergewöhnlich schöner Tag war, beschloss er, auch des Nachts mit seinen Tieren draußen auf der Wiese in der Nähe des heutigen Spreeparks zu weiden und in seinem Schäferkarren zu übernachten. Der Vollmond strahlte hell auf die Fluren nieder.
In dieser Nacht hatte der alte Schäfer ein Erlebnis, wie es ihm in seinem langen Leben noch nicht vorgekommen war. Er hatte sich zur Ruhe niedergelegt. Da wachte er plötzlich von einem hellen Schein auf. Eine Feuerkugel huschte hinter der alten Ulme vorbei, bei der er seinen Karren hingestellt hatte und verschwand sogleich im nahen Walde. Eben schlug die Spremberger Kirchturmuhr die zwölfte Stunde. Mit dem Schlaf war es nun ganz vorbei. Er grübelte bis zum Morgen, was das für eine Bewandtnis habe. Als es hell wurde, ging er zum Walde und sah nach, ob noch etwas von dem feurigen Zeichen zu sehen war. Er war noch keine fünfzig Schritt in den Wald, dem heutigen Spreepark, hineingegangen, als plötzlich ein unheimliches Rauschen erschall, gerade als ob ein starker Sturm losbrechen wollte. Es rauschte immer stärker, dennoch bewegten sich keine Äste im Walde. Dem Alten stiegen die Haare zu Berge, er wusste nicht, ob er weitergehen oder zurücklaufen sollte. Er fasste sich jedoch ein Herz und ging vorsichtig weiter. Da war es ihm, als ob das Brausen vor ihm zurückwich. Auf einmal sah er einen feurigen Schein, und mittendrin stand der Teufel in leibhaftiger Gestalt! Vor Schreck brach Gotthelf bewusstlos zusammen.
Früh fand der Gutsherr seinen Schäfer von den Hunden bewacht im Grase liegend. Er nahm ihn mit nach Hause und erzählte alles seiner Frau. Nun warteten sie beide, dass der Alte wieder seine Augen aufschlug und zu sich käme. Als Gotthelf die Augen aufschlug, fragte er zuerst nach seiner Herde und seinen Hunden. Dann fiel er wieder in einen unruhigen Schlaf, aus dem er mit wirren Reden immer wieder aufschreckte. Bald sprach er von einer Feuerkugel, bald vom Teufel inmitten feuriger Glut. Seine Schafe musste an diesem Tag ein anderer Knecht hüten. Der Alte war dazu nicht imstande. Als Gotthelf am Nachmittag vollends zu sich kam, musste er dem Gutsherrn alles erzählen, was in der Nacht geschehen war, dann wurde er nach Hause geschickt. Dort grübelte er jedoch ständig über den nächtlichen Vorfall nach. Weil er keine Ruhe fand, ging er am Abend zu seinem Freund Christoph, dem Schäfer des benachbarten Rittergutes Nieder-Friedersdorf.  Der Weg dahin führte durch den Spreepark, da es damals die jetzige Fahrstraße zu den Nachbarorten noch nicht gab. Er musste wieder an den Steinen vorbei, wo er in der Nacht den Bösen gesehen hatte. Obwohl er eifrig nach Spuren suchte, fand er nichts. Nur ein Loch bemerkte er im Felsen, das mit Wasser voll war. An der Grenze zwischen beiden Rittergütern traf er unvermutet seinen Freund, der hatte schon von dem Spuk gehört. Da hatte er es nicht mehr zu Hause ausgehalten. Er musste zu seinem Freund, um zu erfahren, was geschehen war.
Sie setzten sich am Waldrand auf einem Baumstumpf, und Gotthelf musste erzählen, was er erlebte. Christoph hörte aufmerksam zu, dann sagte er: ‚Als ich noch ein kleiner Junge war, erzählte mir meine Großmutter manchmal, dass es Leute gibt, die mit dem Teufel im Bunde stehen. Diese treffen sich dann mit ihm an abgelegenen Stellen. Ganz sicher ist dieser Stein an der Spree ein solcher Treffpunkt. Das müssen wir erkunden. Gotthelf, höre ganz genau auf das, was ich dir sage! Wenn in vier Wochen wieder Vollmond ist, treffen wir uns um elf Uhr nachts bei der Ulme, hundert Schritt links von dem Stein. Der feste treue Glauben an Gott wird uns schützen, dass uns das Böse nichts anhaben kann. Erzähle aber niemand davon!‘ Endlos vergingen dem alten Gotthelf die nächsten Wochen. Endlich aber war es soweit, der Vollmond stand wieder am Himmel.
Zur vereinbarten Zeit trafen sich beide und gaben sich stumm die Hand. Dann flüsterte Christoph zu Gotthelf: ‚Wenn wir an den Stein herankommen, fangen wir an zu beten, treten dann auf den Felsen und sagen: »Im Namen des Vaters, des Sohnes und des Heiligen Geistes, Amen!« Nun komm, das walte Gott!‘ Sie waren nur wenige Schritte gegangen, da war es ihnen, als ob sie gelähmt wären. War es Furcht oder die Macht des Teufels? Überall fing es zu rauschen und zu rascheln an. Starkes Rauschen erschallte, und böige Windstöße fegten durch den Wald. Doch die beiden ließen sich nicht irre machen. Im festen Vertrauen auf Gottes Hilfe schritten sie weiter geradewegs auf den Stein zu. Dort sagten sie stockend ihr Sprüchlein.  Sie hatten aber kaum das Amen heraus, als ein furchtbares Getöse entstand, so stark, als ob alles in Grund und Boden geschlagen würde. Und mit einem Mal herrschte tiefe Stille. Ängstlich lauschten die Männer, was wohl nun kommen würde. Es blieb aber alles still. Nur das welke Laub wurde von unsichtbarer Hand herumgewirbelt. Dann erschallte ein teuflisches Lachen – und Grabesstille war um sie her. Da liefen sie schnell zurück. Gotthelf  nahm Christoph mit nach Spremberg, damit er in dieser Nacht nicht allein durch den unheimlichen Wald nach Hause musste. Erst am nächsten Morgen machte sich Christoph wieder nach Friedersdorf auf.
Seitdem hat im Spreebusch niemand mehr etwas vom Teufel gesehen oder gehört. Er ist für immer verschwunden. Die ‚Teufelskanzel‘ im Spremberger Spreepark wurde in früherer Zeit auch ‚Taufstein mit feurigem Wasser‘ genannt.“